# マンガレバ語
マンガレバ語（マンガレバご）はオーストロネシア語族ポリネシア諸語東ポリネシア諸語マルキーズ諸語に属する言語である。フランス領ポリネシアのガンビエ諸島で話されている。ガンビエ諸島の主島はマンガレバ島である。マンガレバ語の話者はタヒチ語と二言語使用の場合もある。また、フランス語由来の単語を多く用いる。マンガレバ語はマルキーズ諸語に分類される言語であり、ハワイ語やマルキーズ語と近い関係にある。